# Charaxes intermedius
Charaxes intermedius är en fjärilsart som beskrevs av Van Someren 1971. Charaxes intermedius ingår i släktet Charaxes och familjen praktfjärilar. Inga underarter finns listade i Catalogue of Life.